# Herb Saint-Denis

Herb Saint-Denis

Herb Saint-Denis – znak heraldyczny głównego miasta francuskiej wyspy Reunion - Saint-Denis.
Przedstawia tarczę trójdzielną w pas, podstawę w słup. W głowicy w polu zielonym pasmo trzech srebrnych wulkanów, ze środkowego unosi się czerwona chmura dymu. W polu prawym błękitnym srebrny żaglowiec na srebrnych falach. W polu lewym złotym dwie zielone palmy na małej wyspie, poniżej mniejsza wyspa pusta.
W wersji wielkiej herbu nad tarczą znajduje się korona murowa o pięciu basztach. Za tarczą znajduje się 14 srebrnych palmowych liści, a u podstawy srebrna kotwica. Tarczę okala wstęga z łacińską dewizą "Praeter omnes angulus ridet " (Ze wszystkich zakątków, nie ma tak urokliwego).
Autorem herbu był Christol de Sigoyer. Herb przyjęty został przez Radę Miasta 13 lutego 1866 roku.